# Kostel Všech svatých (Třebešice)
Kostel Všech svatých v Třebešicích je římskokatolický kostel ve vsi Třebešice v okrese Benešov ve Středočeském kraji. Je to původně pozdně románský kostel z doby kolem poloviny 13. století, barokně přestavěný v roce 1769 a v roce 1829 prodloužený. Areál kostela s ohradní zdí a pozemkem hřbitova byl v roce 1965 zapsán do státního seznamu kulturních památek.

## Historie
Zakladateli tohoto kostela byli vladykové usedlí na tvrzi Třebešice. Kostel byl postaven v románském slohu a kruhová apsida potvrzuje značnou starobylost. Kostel mohl být vystavěn ještě v I. čtvrtině 13. století a barokně přestavěn v r. 1769. V soupisu kostelů, který nechal první arcibiskup pražský, Arnošt z Pardubic, pořídit někdy kolem r. 1350, je uveden kostel Debrník (ve starých listinách byl kostel uváděn pod tímto jménem) jako farní kostel. Patřil k Arcidiakonátu kouřimskému a k děkanství Štěpánovskému. V době husitské se osadníci přidrželi kalicha. Od r. 1624 je duchovní správa vykonávaná z Divišova, neboť na základě dekretu císaře Ferdinanda II. opustil Třebešice poslední nekatolický kazatel. Roku 1752 připadly Třebešice do vlastnictví Emauzského opatství benediktinů a v roce 1760 otevřel klášter v Třebešicích školu. R. 1768 byl starý dřevěný strop na kostele nahrazen novou klenbou, současně byla zhotovena nová střecha. Později, r. 1829 byla přistavěna další část lodi, dnešní kůr. R. 1901 byla ke kostelu přistavěna sakristie a předsíň.
R. 1787 byla v Třebešicích zřízena tzv. lokálie, která byla r.1857 povýšena na farnost. Duchovní správu od této doby vykonávali až do r. 1880 emauzští benediktini. Poté se zde střídali různí kněží jako faráři. Jako jeden z posledních to byl především P. Prokop Holý, který také fakticky ještě bydlil na "faře", umístěné v polovině budovy třebešického zámku. Zde také 21. 3. 1944 zemřel. Později je farnost už trvale spravována z Divišova.
Z farní kroniky vyplývá, že farnost v minulých dobách vykazovala značnou duchovní čilost. Nasvědčuje tomu i primice P. Jaroslava Frka OP, kterou zde měl 11. července 1937, když byl předtím na kněze vysvěcen v Olomouci.
Velké opravy i úpravy interiéru prodělal kostel v době působení P. Miroslava Vágnera. V r. 1973 byl pořízen nový obětní stůl, současně byla nově pokryta střecha. V r. 1974 provedena nová elektroinstalace, vnitřek kostela vymalován a ve spolupráci s akad. sochařem K. Stádníkem celkově velmi vkusně upraven. V r. 1975 zhotovena nová střecha věže, včetně fasády, nové okenice a lavice. R. 1983 pořízen nový zvon ke cti sv. Vojtěcha, do předsíně dána nová žulová podlaha. V r. 2000 zhotovena nová střecha věže včetně nového nátěru fasády horní části věže. Koncem r. 2001, "přičiněním" malého tornáda, které se 31. května přehnalo krajem a j. m. značně poničilo střechu lodi, byla zhotovena střecha nová.